# Poveri eremiti di San Girolamo
I poveri eremiti di San Girolamo (in latino Congregatio pauperum eremitarum B. Petri de Pisis Ordinis Sancti Hieronymi) sono un'antica congregazione eremitica fondata nel 1380 dal beato Pietro Gambacorta e approvata da papa Eugenio IV nel 1446. Assimilati agli ordini mendicanti nel 1571, furono soppressi da papa Pio XI nel 1933.

## Storia

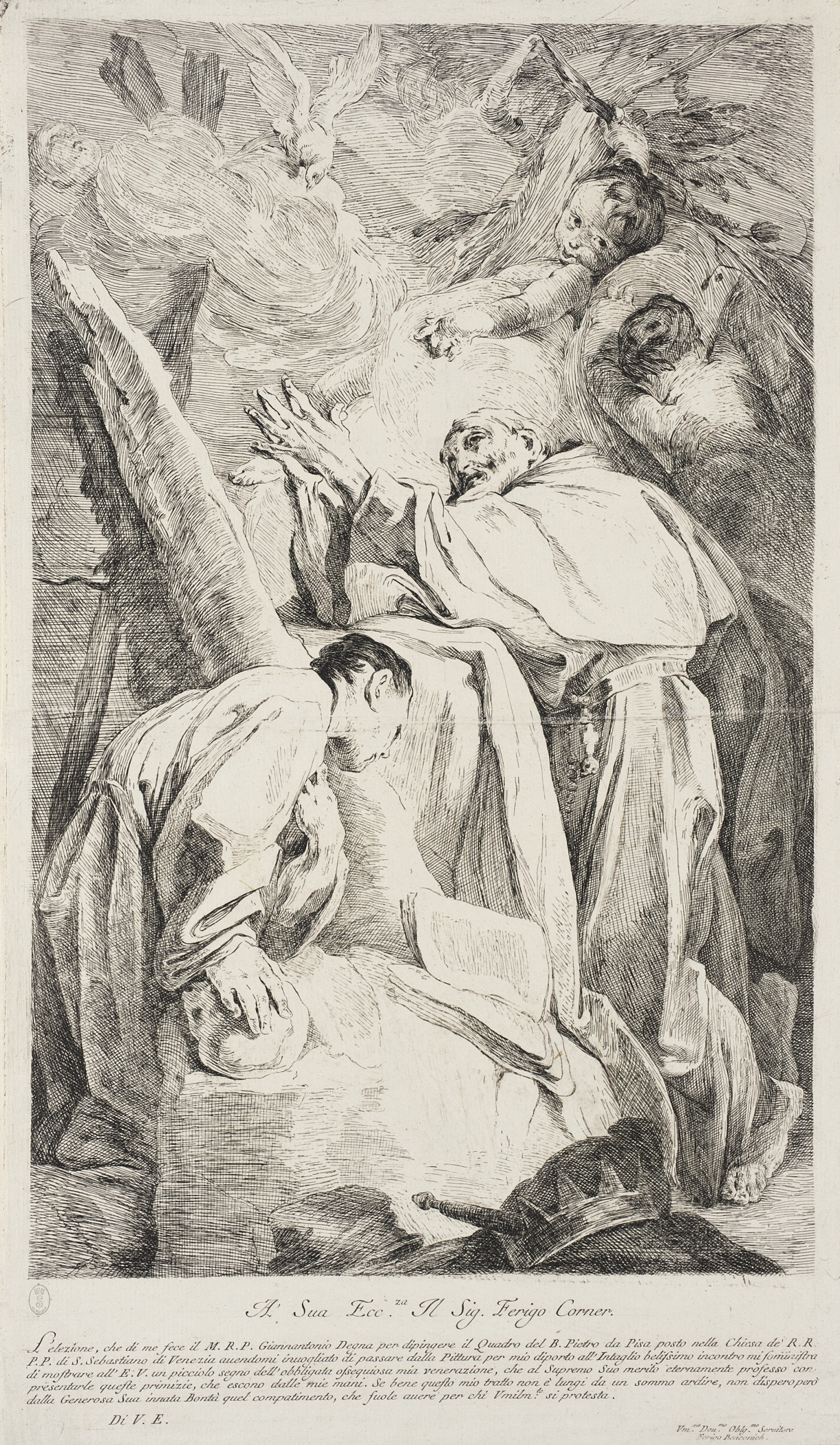
Estasi del beato Pietro Gambacorta da Pisa, incisione di Federico Bencovich, conservata presso il Los Angeles County Museum of Art

La congregazione fu fondata da Pietro Gambacorta da Pisa: dopo aver letto le opere ascetiche di san Girolamo, lasciò la famiglia per vivere da penitente e visitò Santa Maria del Santo Sepolcro presso Firenze, l'abbazia di Vallombrosa, l'eremo di Camaldoli e il santuario della Verna. Desiderando abbracciare la vita eremitica, si ritirò ai margini del Monte Cesana, nei pressi di Urbino, e nel 1380 vi costruì il romitorio di Montebello, intitolato alla Santissima Trinità: attorno a Pietro si riunì presto una comunità di eremiti.
L'istituto di Pietro da Pisa rimase limitato al romitorio di Montebello fino all'arrivo del terziario Angelo di Corsica, che fondò romitori a Rimini (San Girolamo al Monte Scolca), Venezia (San Sebastiano), Padova. Al suo istituto si unirono anche Beltramo da Ferrara e i suoi seguaci, riuniti nel cenobio di Santa Felicita a Romano.

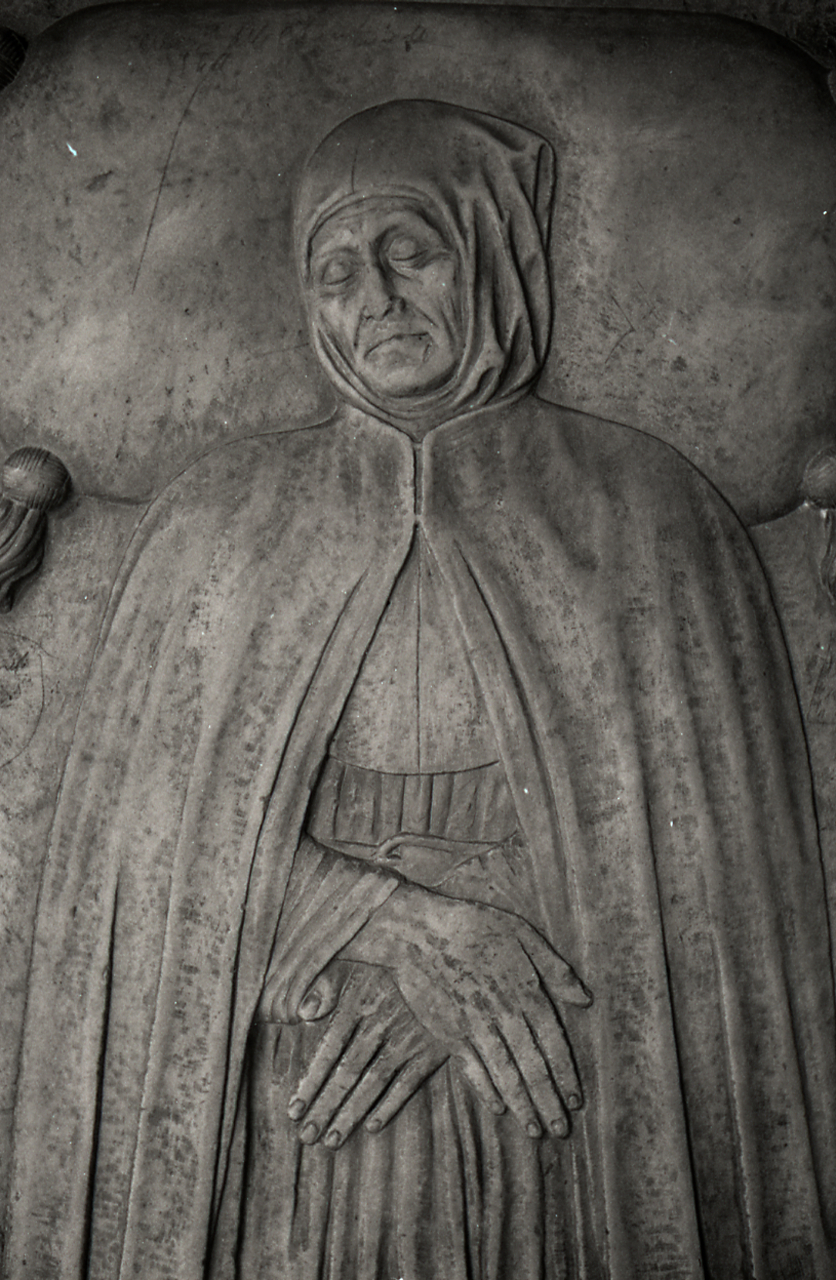
Ritratto funebre del beato Nicola da Forca Palena, dalla sua lastra tombale in Sant'Onofrio al Gianicolo

Negli stessi anni Nicola da Forca Palena, giunto a Roma dall'Abruzzo durante il pontificato del suo conterraneo papa Innocenzo VII, si era posto alla guida di un romitaggio situato tra le rovine delle terme neroniane-alessandrine, dove aveva fondato un istituto eremitico anch'esso sotto il patrocinio di san Girolamo e con una fisionomia molto simile, di vita mista (attiva e contemplativa). Nicola, protetto da papa Eugenio IV, aveva diffuso il suo istituto stabilendo comunità anche a Napoli, presso Santa Maria delle Grazie Maggiore (1417), e in Sant'Onofrio al Gianicolo (1434).
Giunto per ottenere l'approvazione pontificia del suo istituto, Pietro da Pisa conobbe Nicola da Forca Palena e, incoraggiati dallo stesso Eugenio IV, posero le basi per l'unificazione delle due famiglie religiose, approvata dalla Santa Sede nel 1446.
Pietro morì nel 1435 senza lasciare alcuna regola scritta e fu il capitolo generale celebrato a Padova nel 1444 a stendere le prime costituzioni, il Memoriale de li poveri heremiti di frate Pietro de Pisa, formate da 36 capitoli tratti dalle regole di sant'Agostino e san Francesco d'Assisi, che richiamavano all'osservanza dei comandamenti, dei consigli evangelici e delle disposizioni apostoliche, ma lasciavano gli eremiti piuttosto liberi di fronte a tali precetti.
Tale assetto organizzativo manifestò presto la sua debolezza: gli eremiti vennero spesso accusati di comportamenti discutibili e furono oggetto di numerosi richiami da parte del loro cardinale protettore, Jacopo Sadoleto; papa Paolo III nel 1538 ordinò anche una visita apostolica per correggere i costumi dei Poveri eremiti.
Dopo il Concilio di Trento papa Pio V, superando le resistenze dei Poveri eremiti, trasformò la congregazione eremitica in ordine regolare: nel 1568 impose ai girolamini la professione dei voti in forma solenne, nel 1569 diede loro la regola di sant'Agostino e nel 1571 li annoverò tra gli ordini mendicanti, di cui acquisirono i privilegi.
All'apice del suo sviluppo la congregazione arrivò a contare due province: la Tarvisina, che riuniva una ventina di comunità tra Lombardia, Veneto ed Emilia, ma anche nelle diocesi di Liegi e Reims; l'Anconitana, che contava una quarantina di case dislocate tra Romagna, Umbria, Marche, Lazio e Campania.
Nel 1668 confluirono nella congregazione le case dei soppressi eremiti di San Girolamo di Fiesole e nel 1695 alcuni romitori tedeschi, che diedero origine a un'effimera provincia tedesca della stretta osservanza. Dalla separazione di alcuni romitori meridionali della provincia Anconitana (detta ormai, più frequentemente, Romana), nel 1734 sorse la provincia Napoletana.
Nel Settecento iniziò il suo declino disciplinare e numerico. Divenuto irrilevante il numero dei Poveri eremiti (agli inizi del Novecento erano ridotti a 6 conventi), la Santa Sede inviò un visitatore apostolico, il cappuccino Luca Ermenegildo Pasetto, e con decreto del 12 gennaio 1933 papa Pio XI soppresse l'ordine.